# Društvo Mrtvih Pesnikov
Društvo Mrtvih Pesnikov (en Eslovenia más conocidos con el nombre de Društvo mrtvih pesnikov, y también abreviado en mayúsculas como DMP, literalmente “Asociación de los poetas muertos”), es un grupo musical esloveno de pop-rock, formado en el año 1988 bajo el nombre Proteus. Actualmente lo representan cuatro miembros: Alan Vitezič (voz, guitarra, instrumentos de teclado), Peter Dekleva (guitarra), Tomaž Koncilija (bajo), Marko Zajc (batería).

## Historia y cambios en el grupo
Bajo el nombre de DMP la historia de este grupo esloveno empezó en otoño de 1990. Antes, los muchachos se habían presentado como Proteus y su primer concierto tuvo lugar en junio de 1988 en la Escuela de primaria Šmihel en Novo mesto, Eslovenia. En ese concierto Proteus fue telonero del grupo musical Peta avenija. Su primer concierto independiente se organizó muy pronto después de la primera actuación, también en junio de 1988, en un bosque de Novo mesto. Su primer honorario fueron cuatro pizzas y bebida.
La primera vez que tocaron en un escenario grande fue en septiembre de 1988, y de nuevo en Novo mesto, en un concierto benéfico para la compra de un mamógrafo.
En febrero de 1988 el grupo Proteus estaba formado por Borut Tiran, Boštjan Kovačič, Simon Žižek y Tomaž Koncilija. En el mismo año se les unió también Alan Vitezič. En el año 1990 se presentaron como Društvo mrtvih pesnikov Borut Tiran, Alan Vitezič, Boštjan Kovačič, Tomaž Koncilija y Simon Žižek. 
Después: 
- en 1992: Marko Zajc sustituyó a Simon Žižek en la batería,
- en 1993: Igor Lumpert y Mitja Bobnar sustituyeron a Boštjan Kovačič,
- desde 1996 funcionaron como cuarteto hasta 2000, cuando se asoció a ellos Davor Klarič,
- en 2002 se fue del grupo Borut Tiran (voz) y lo sustituyó al micrófono Alan Vitezič; en los instrumentos de teclado les acompañó Jernej Zoran,
- en 2009 Jernej Zoran abandonó el grupo y
- en 2010 apareció el grupo actual con Peter Dekleva.

## Origen del nombre del grupo
Impresionados por la idea de la película Dead Poets Society querían que su música reflejara su entendimiento disconforme con el mundo, de la literatura, de la música y del arte en general, por eso se pusieron el título de la película como nombre del grupo, pero en la traducción eslovena.

## DMP como activista social
Društvo mrtvih pesnikov lucha por “las casas de música” y las presentaciones “en vivo”. Esto significa que los muchachos del grupo tratan de ser una iniciativa para la reparación de algunos edificios antiguos (especialmente refugios) para que los jóvenes músicos de Eslovenia puedan crear y perfeccionar sus ideas o practicarlas y para que puedan presentar a sus grupos "en vivo" en televisión o radio, lo que en su opinión mejoraría la calidad de los músicos y la conciencia del público en Eslovenia.

## Autoría
El autor de la música y los textos de los primeros dos discos fue Borut Tiran y junto a él Alan Vitezič, quien contribuyó con tres temas. En los dos siguientes discos siguieron colaborando Tiran y Vitezič, y luego en el disco Vojna in mir (Guerra y paz) colaboraron Vitezič y Zoran. Tomaž Koncilija es autor o coautor de algunos textos.

## Discografía
ISKANJE (1993)
- Mestni Robin Hood
- Pomlad narodov
- Ko te ni
- Tvoj svet
- Propadlemu prijatelju
- Novo mesto
- Iskanje
- Prvi Novomeščan
- Vse reke tečejo
- Reny

OPUS II (1996)
- Ko prižgeš nov dan '95
- Ti in jaz
- Ustavil bi svet
- Vlak, ki mi povrne čas
- Ko prižgeš nov dan '93

NEKI RABM, DA TE NE POZABM (1998)
- Rabm
- V tvojih rokah
- Glavobolček
- Dež
- Čutm te
- Pridi
- Ne joči
- Pod oblakom
- Cyberbabe (Sajberbejba)
- Ko ostanem sam
- Gaudeamus
- Be my woman
- Virtualna ljubav
- Ići mići

20:00 (2000)
- Me že ma da bi te
- Do lune in nazaj
- 25
- Segrej me
- Na drugi strani neba
- Ti si vse
- 20:00
- Bratje iz lego kock
- Nova noč
- Na starem mestu
- Jaz grem s tabo
- On the wrong side of town

VOJNA IN MIR (2008)
- Komu zvoni
- Naftalin
- Kisik
- Monsun
- Slana
- Superheroj
- Bojna črta
- Otrok
- Sveče
- Trampolín
- Kje
- Heroin

KROG (2010)
- Ko prižgeš nov dan
- Pod oblakom
- Nebo nad Berlinom
- V tvojih rokah
- Tvoj svet
- Kaviar
- Pingvin
- 25
- Rabm 2
- Vse reke tečejo
- Jaz grem s tabo
- Naftalin
- Ti si vse (Slov. oktet)

## Nominaciones y premios
Ya muy jóvenes (durante la escuela primaria) se presentaron y obtuvieron el segundo lugar en un concurso de la revista juvenil eslovena PIL en Postojna, con su propia canción Sabina y Have You Ever Seen the Rain? de Creedence Clearwater Revival. En 1992 ganaron el título de mejor grupo debutante en Idrija con la canción Ko te ni (Cuando no estás),  y un año después ganaron en Sežana con la canción Ko prižgeš nov dan (Cuando enciendes el nuevo día) por elección del jurado. En 1993 ganaron una vez más en el festival Rock Primorske en Vipava y después de ese año no participaron en ningún concurso más.